# Tiros
Tiros este un oraș în Minas Gerais (MG), Brazilia.